# Trò chơi năm 2013
Trang này liệt kê các board game, trò chơi thẻ bài, wargame, trò chơi mô hình thu nhỏ, và trò chơi nhập vai tabletop xuất bản năm 2013. Đối với trò chơi điện tử, xem Trò chơi điện tử năm 2013.

## Trò chơi phát hành hoặc phát minh năm 2013
- Android: Netrunner - A Study in Static
- Android: Netrunner - Cyber Exodus
- Android: Netrunner - Trace Amount

## Giải thưởng trò chơi được trao năm 2013
- Spiel des Jahres: Hanabi
- Kennerspiel des Jahres: Legends of Andor
- Kinderspiel des Jahres: Der verzauberte Turm
- Deutscher Spiele Preis: Terra Mystica
- Games: Trajan

## Chết
| Ngày        | Tên               | Tuổi | Chức vụ |
| ----------- | ----------------- | ---- | --- |
| 18 tháng 1  | Lynn Willis       | ??   | đồng thiết kế hệ thống Basic Role-Playing                                                                           |
| 25 tháng 2  | Allan B. Calhamer | 81   | Nhà thiết kế của Diplomacy                                                                                          |
| 24 tháng 3  | Todd Breitenstein | 47   | Nhà thiết kế của Zombies!!!, đồng sáng lập của Twilight Creations, Inc.                                             |
| 20 tháng 4  | Quinton Hoover    | 49   | Nhà vẽ minh họa, nổi tiếng khi làm việc trong Magic: The Gathering và Dungeons & Dragons, cùng với những người khác |
| 25 tháng 12 | Anthony J. Bryant | 52   | tác giả |